# Netzwerk Zuhause sicher
Das Netzwerk „Zuhause sicher“ ist ein gemeinnütziger Verein mit Sitz in Münster, der sich für die Verbesserung des Einbruchschutzes und des Brandschutzes einsetzt. Als öffentlich-private Partnerschaft bündelt diese die Kompetenzen von Polizeibehörden, Handwerksorganisation, Handwerksbetrieben und Unternehmen aus Industrie, Dienstleistung und Versicherungswirtschaft.

## Geschichte
Das Netzwerk „Zuhause sicher“ wurde am 15. April 2005 als Ordnungspartnerschaft durch 21 Partner in Münster ins Leben gerufen. Die Geschäftsführung übernahm zunächst ehrenamtlich die Handwerkskammer Münster.
Bis ins Jahr 2007 hatte sich das Netzwerk erheblich vergrößert, sodass eine hauptamtliche Geschäftsführung notwendig wurde. Damit wurde am 20. Juni 2007 der Netzwerk Zuhause sicher e. V. gegründet, der seitdem im Vereinsregister des Amtsgerichts Münster eingetragen und als gemeinnützig anerkannt ist.
Gegenwärtig beteiligen sich bundesweit über 500 Partner am Netzwerk „Zuhause sicher“.

## Schirmherrschaft
Seit der Gründung des Netzwerkes hat der Innenminister des Landes Nordrhein-Westfalen die Schirmherrschaft über den gemeinnützigen Verein übernommen.

## Ziele

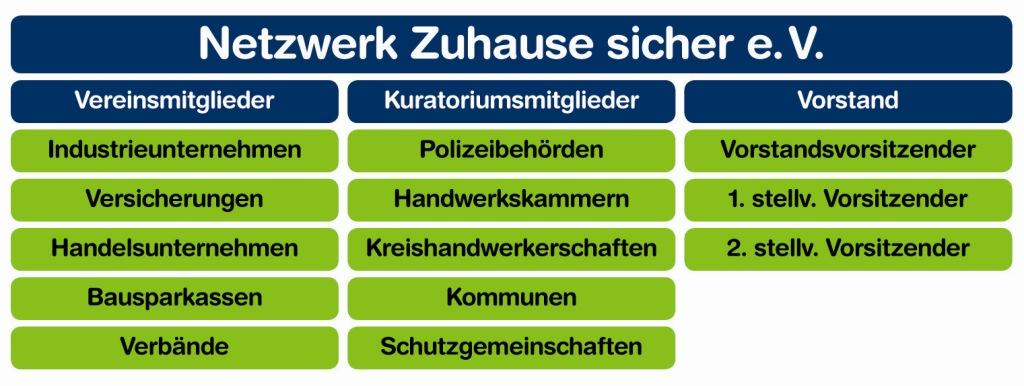
Netzwerkstruktur

Das Netzwerk „Zuhause sicher“ ist auf Initiative von Polizeibehörden ins Leben gerufen worden, um Bürger für die Wichtigkeit von Einbruchschutz und Brandschutz zu sensibilisieren und eine Begleitung auf dem Weg zum sicheren Zuhause anzubieten – von den polizeilichen Empfehlungen zu Verhaltensprävention und technischer Prävention über die handwerkliche Umsetzung der Empfehlungen bis zur Vergabe einer Präventionsplakette. Langfristig soll durch die Aufklärungsarbeit der Netzwerkpartner, aktive Sicherungsmaßnahmen der Bürger und die Plakettenvergabe sowohl die subjektive als auch die objektive Sicherheit im Bereich Einbruchschutz und Brandschutz erhöht werden. „Zuhause sicher“ möchte damit an erfolgreiche Projekte – wie veilig vonen (Niederlande) oder Secured by Design (Großbritannien) – aus dem europäischen Ausland anknüpfen und für Deutschland umsetzen.

## Auszeichnungen
Das Netzwerk ist inzwischen mehrfach ausgezeichnet worden:
- 2006: Landespreis für Innere Sicherheit (vergeben durch das Innenministerium des Landes Nordrhein-Westfalen)[3]
- 2007: Diplom des European Public Sector Award (vergeben durch die Bertelsmann Stiftung, die Deutsche Universität für Verwaltungswissenschaften Speyer und die European Group of Public Administration)[4]
- 2010: Wahl unter die TOP-3 Präventionsprojekte in Deutschland durch Bundesinnenministerium und Bundesjustizministerium in Zusammenarbeit mit der Stiftung Deutsches Forum für Kriminalprävention. Damit Best-Practice-Präsentation vor dem European Crime Prevention Network in Brüssel.[5]
- 2012: Auszeichnung im Rahmen von „Germany at its best“ als Bestleistung „Innovative Initiative für Einbruch- und Brandschutz“ durch das Wirtschaftsministerium Nordrhein-Westfalens[6]
- 2018: Landespräventionsrat NRW wählt „Zuhause sicher“ zum Projekt des Monats Oktober 2018[7]